# Яшар Кемаль
Яшар Кемаль (тур. Yaşar Kemal), настоящее имя Кемаль Садык Гёкчели (тур. Kemal Sadık Gökçeli; 6 октября 1923, село Хемите-Гёкчели, вилайет Адана, Турция — 28 февраля 2015, Стамбул, Турция) — турецкий прозаик-реалист, поэт и правозащитник. По происхождению курд. Известен как многократный кандидат на Нобелевскую премию по литературе, а также как активный сторонник создания независимого Курдистана и построения в Турции гражданского общества. Иногда называется одним из крупнейших современных писателей Турции, его роман «Тощий Мемед» переведён на более чем сорок языков, в 1984 году экранизирован.

## Биография
Происходит из семьи беженцев из города Ван, спасавшихся на юге Турции от Первой мировой войны. В детстве в результате несчастного случая потерял правый глаз, когда его отец разделывал жертвенного барана на Курбан-байрам и в пятилетнем возрасте стал свидетелем убийства своего отца приёмным сыном в мечети, что привело к нервным потрясениям и проблемам с речью в течение нескольких лет. В начальную сельскую школу он пошёл только в девять лет, среднее образование получил в Кадирли. В юные годы работал разносчиком, затем был работником на хлопковой и рисовой ферме, водителем трактора, охранником речных участков, принадлежавших богатым фермерам, но при этом обучал окрестных крестьян, как можно незаметно воровать воду из них по ночам. В 1941—1942 годах преподавал в сельской школе, позже работал помощником библиотекаря; его земляки в итоге сумели собрать деньги для его обучения в Стамбульском университете. После окончания университета стал работать журналистом, впоследствии стал писателем.
Дедушка, дядя и многие родственники по линии материи были разбойниками (eşkıya).
Печататься начал в 1939 году, в 1944 году был опубликован его первый рассказ «Грязная история» (тур. Pis Hikâye). В 1955 году был опубликован его первый роман «Тощий Мемед» (тур. Ince Memed).
В 1962 году он вступил в Рабочую партию Турции. В 1967 году основал литературно-общественный еженедельник «Ант», который выходил до 1971 года. Является лауреатом в общей сложности девятнадцати литературных премий. Среди примеров его общественной деятельности — пропаганда толерантного отношения к турецким мигрантам в Германии и кампания по «очищению» турецкого языка от арабских и персидских заимствований.
В 1995 году Яшар Кемаль был официально обвинён турецким судом госбезопасности в "пропаганде сепаратизма" за свои статьи, в которых критиковал репрессивную политику Турции в отношении курдов и отрицание курдской идентичности правительством Турции.
Основные прозаические произведения: романы «Жестянка» (1955, русский перевод 1970; повествует о противостоянии интеллигента с помещиками и духовенством), «Тощий Мемед» (тома 1—2, 1955, русский перевод 1959; о неравной борьбе анатолийских крестьян за свои права), социальные романы «Опора» (1960), «Земля — железная, небо — медное» (1963), «Эфе из Чакырджа» (1972), «Легенда горы» (1970), «Разбойник» (1972), «Если убить змею» (1976), «Голос крови» (1991), дилогия «Хозяева поместья Акчасаз» («Преступление на Ковальским базаре» (1973) и «Юсуфчик Юсуф» (1975)), рассказывающая о жизни турецких кочевников, сборники рассказов «Жара» (1952) и репортажей «Эта страна из конца в конец» (1971).